# Locas de amor
Locas de amor es una serie de televisión argentina, producida por Pol-ka y que fue transmitida originalmente desde el 27 de abril al 21 de diciembre de 2004 por la pantalla de Canal Trece. Fue escrita y adaptada a la televisión por Susana Cardozo. Su dirección estuvo a cargo de Daniel Barone. 
Protagonizada por Leticia Brédice, Julieta Díaz y Soledad Villamil. Coprotagonizada por Diego Peretti, Alfredo Casero, Paula Siero, Luis Ziembrowski, Fabián Arenillas, Violeta Urtizberea, Gustavo Masó y Alan Sabbagh. También, contó con las actuaciones especiales de Horacio Roca y las primeras actrices Leonor Manso y Cristina Murta. Y las participaciones de Andrea Pietra y Cristina Banegas como actrices invitadas.
Fue filmada en la casa del escritor Julio Cortázar en el barrio de Agronomía, ciudad de Buenos Aires. 

## Trama
Cuenta la experiencia de tres mujeres que salen de un neuropsiquiátrico para vivir en un departamento, como primer paso a la reinserción en la sociedad.
Simona (Leticia Brédice), Juana (Julieta Díaz) y Eva (Soledad Villamil) deberán convivir con sus manías, fobias, temores, sueños y ansiedades, y luchar día a día consigo mismas para intentar vivir una vida "normal" en un mundo que por momentos parece haber enloquecido.
Martín Uribelarrea (Diego Peretti), su psiquiatra, las ha escogido especialmente para esta experiencia. Sabe que la convivencia no será fácil; pero confía en que el afuera y la interrelación entre ellas, las ayudarán a superarse. Roque Rizzuti (Alfredo Casero) es el verdulero del barrio que rápidamente se relaciona con ellas. Volver a sus familias, conseguir un empleo, reconocer y reconocerse en sus antiguos afectos, convivir con otro fuera de la clínica... Cada tarea será un mundo, un obstáculo a vencer, una barrera a superar. Con alternadas cuotas de drama y humor, pero siempre teñida de una honda emotividad, cuenta como Simona, Juana y Eva encuentran finalmente su cura (o no) en el amor o el cariño de un otro. En esta senda y a pesar de sus múltiples diferencias, cada una reconocerá en la otra a su única, verdadera y actual familia.

## Reparto

### Elenco Principal
- Leticia Brédice como Simona Teglia.
- Julieta Díaz como Juana Vázquez.
- Soledad Villamil como María Eva Alchouron Doura.
- Diego Peretti como Martín Uribelarrea.
- Alfredo Casero como Roque Rizzutti.

### Elenco Secundario
- Andrea Pietra como Frida Maurer.
- Leonor Manso como Olga Spinelli.
- Cristina Banegas como Regina Terrile.
- Cristina Murta como Dra. Liliana Paredes.
- Horacio Roca como Dr. Rafael Berthelot.
- Paula Siero como Paula Goñi.
- Violeta Urtizberea como Luz Teglia.
- Luis Ziembrowski como Alberto Spinelli.
- Fabián Arenillas como Laurencio de Lazzari.
- Gustavo Maso como Pedro Robles.
- Alan Sabbagh como Alvaro Raimondi.

### Participaciones
- Arturo Bonín como Gregorio Teglia.
- Jorge D'Elía como Ramiro Alchouron Doura.
- Patricio Contreras  como Pablo Sánchez.
- Alfredo Alcón como Gervasio Sumalacargi
- Damián De Santo como Víctor Wernli.
- Celeste Cid como Zara Ohañak.
- Micaela Abidor como clienta.
- Oscar Alegre como Ovidio.
- Laura Anders como Simona (Niña).
- Norberto Arcusín como cliente.
- Alex Benn como Marcos.
- Antonio Birabent como Damián.
- Giselle Bonaffino como Isabel.
- César Bordón como dueño óptica.
- Luciano Cáceres como Emanuel.
- Abel Canteros como profesor taekwondo.
- José María Carballo como guardia.
- Sabrina Carballo como Connie.
- Fabián Careo
- Antonio Caride como Mauro.
- Hernán Chiozza
- Fernando Cia
- Gabo Correa como Profesor.
- Diego De Paula
- Andrea Del Prete
- Diego Díaz como Franco.
- Pochi Ducasse como Umbra.
- Carlos Durañona
- Leo Dyzen
- Dalia Elnecavé
- Alejandro Fain
- David Finkel
- Ricardo Frigerio
- Gabriel Galindez
- Fernando Gallota
- Daniel Galsman
- Jorge García Marino como Deambros.
- Carlos Garric
- Diego Gentile
- Arturo Goetz
- Hugo Daniel Gómez como mozo.
- Cristian Gutiérrez
- María Ibarreta como Norma.
- Silvia Kalfaian como Alicia.
- La Vikinga
- Mario Labarden
- Melisa Labat
- Sammy Lerner
- Leticia Lestido
- Fernando Llosa como Dr.Garcia Roca.
- Rosita Londer
- Héctor Malamud (†) como Analista.
- Gabriel Molinelli como Ricardo.
- Jorge Ondarza
- Elvira Onetto
- Ana Padilla
- Sebastián Pajoni como David.
- Adriana Parets
- Nicolás Pauls como Claudio.
- Liliana Pécora como Mirta.
- Mabel Pessen como Herminia.
- Ileana Rippel
- Mariano Roca
- Carlos Roffe (†) como Francisco.
- Alejandra Rubio como Carmen.
- Eduardo Ruderman
- Luis Sabatini
- Marcelo Savignone como vendedor.
- Tatiana Saphir como Maisa.
- Judith Schmorak
- Jorgelina Tizón
- Daniel Torres García como doctor.
- Victoria Troncoso
- Malena Vega como Juana (Niña).
- Vanesa Weinberg como Nuria.
- Maite Zumelzú
- Andrés Zurita
- Carlos Acosta
- Tahiel Arévalo
- Graciela Baduán
- Jessica Becker
- Marcelino Bonilla
- Leo Bosio
- Milita Brandón

## Diagnósticos
- Simona Teglia: Trastorno bipolar
- Juana Vázquez: Trastorno obsesivo-compulsivo
- María Eva Alchouron Doura: Esquizofrenia

## Premios
| Año  | Premio         | Categoría      | Receptor/a                  | Resultado |
| ---- | -------------- | -------------- | --------------------------- | --------- |
| 2004 | Martín Fierro  | Mejor Unitario | Locas de amor               | Ganador   |
| 2004 | Martín Fierro  | Mejor Actriz   | Julieta Díaz                | Ganadora  |
| 2004 | Martín Fierro  | Mejor Actor    | Alfredo Casero              | Ganador   |
| 2004 | Martín Fierro  | Mejor Director | Daniel Barone               | Ganador   |
| 2004 | Martín Fierro  | Mejor Autor    | Pablo Lago y Susana Cardozo | Ganador   |
| 2004 | Premios Clarín | Mejor actriz   | Julieta Díaz                | Ganadora  |
| 2004 | Premio Fund Tv | Mejor ficción  | Locas de amor               | Ganador   |

## Adaptaciones
- En 2009 la empresa Televisa realizó la versión mexicana de la serie titulada también "Locas de amor", dentro del bloque Series originales: Hecho en casa estrenada por el canal Unicable de Televisa y posteriormente fue reestrenada por El Canal de las Estrellas también de Televisa, bajo la producción de Carmen Armendáriz y dirigida por Francisco Franco, readaptada por Jaime García Estrada y Orlando Merino, protagonizada por Daniel Jiménez Cacho, Cecilia Suárez, Ilse Salas y Ximena Ayala.

## Retransmisión
Entre junio de 2013 y enero de 2014 se emitió la repetición de la serie por la señal de cable Volver. Del 17 de enero al 22 de abril de 2022 volvió a emitir por el mismo canal en formato diario.